# 兰波博物馆
兰波博物馆（Musée Arthur Rimbaud）献给诗人阿蒂尔·兰波，位于他的家乡，法国大东部大区阿登省的沙勒维尔-梅济耶尔。
博物馆设于沙勒维尔的一座位于默兹河上的17世纪历史建筑老磨坊内，建于1626-1627年，由克劳德·布劳（Claude Briau）建造。这个磨坊一直研磨谷物，生产面粉，直到1887年。1893年出售给市政府。1981年列为历史古迹加以保护。
老磨坊进行为期两年的修复，在2015年10月20日，开设兰波博物馆。

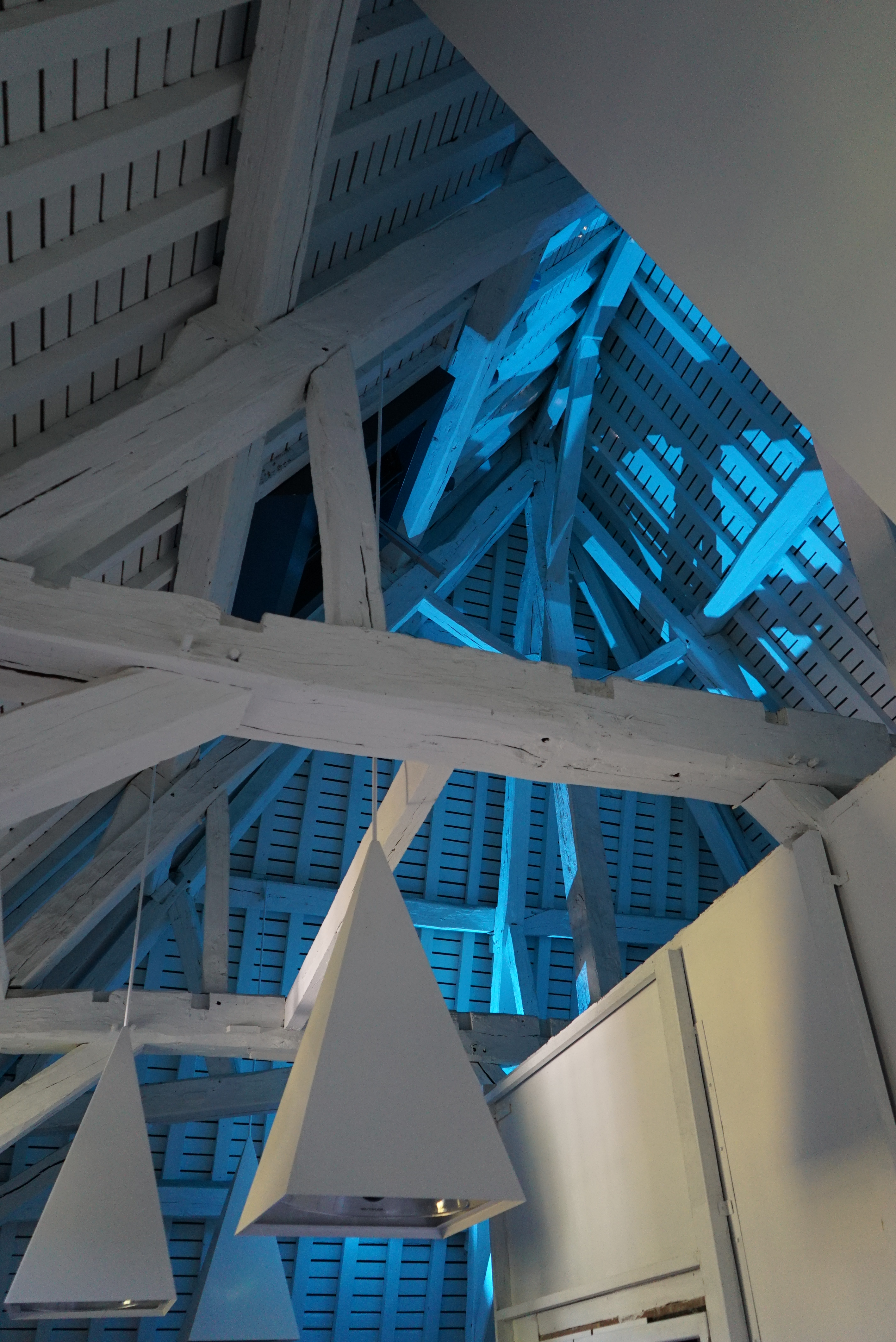
Le grenier,
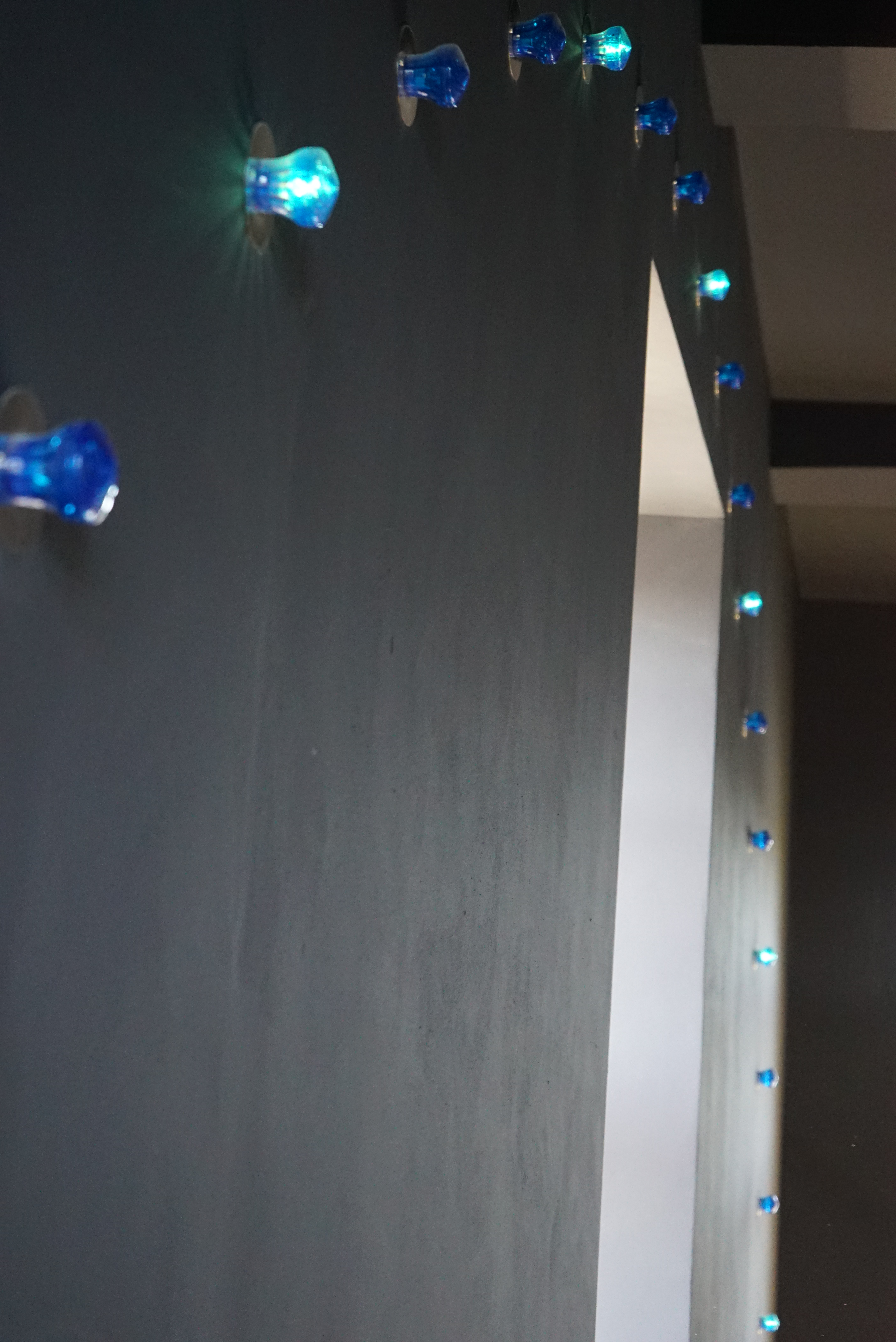
escalier,
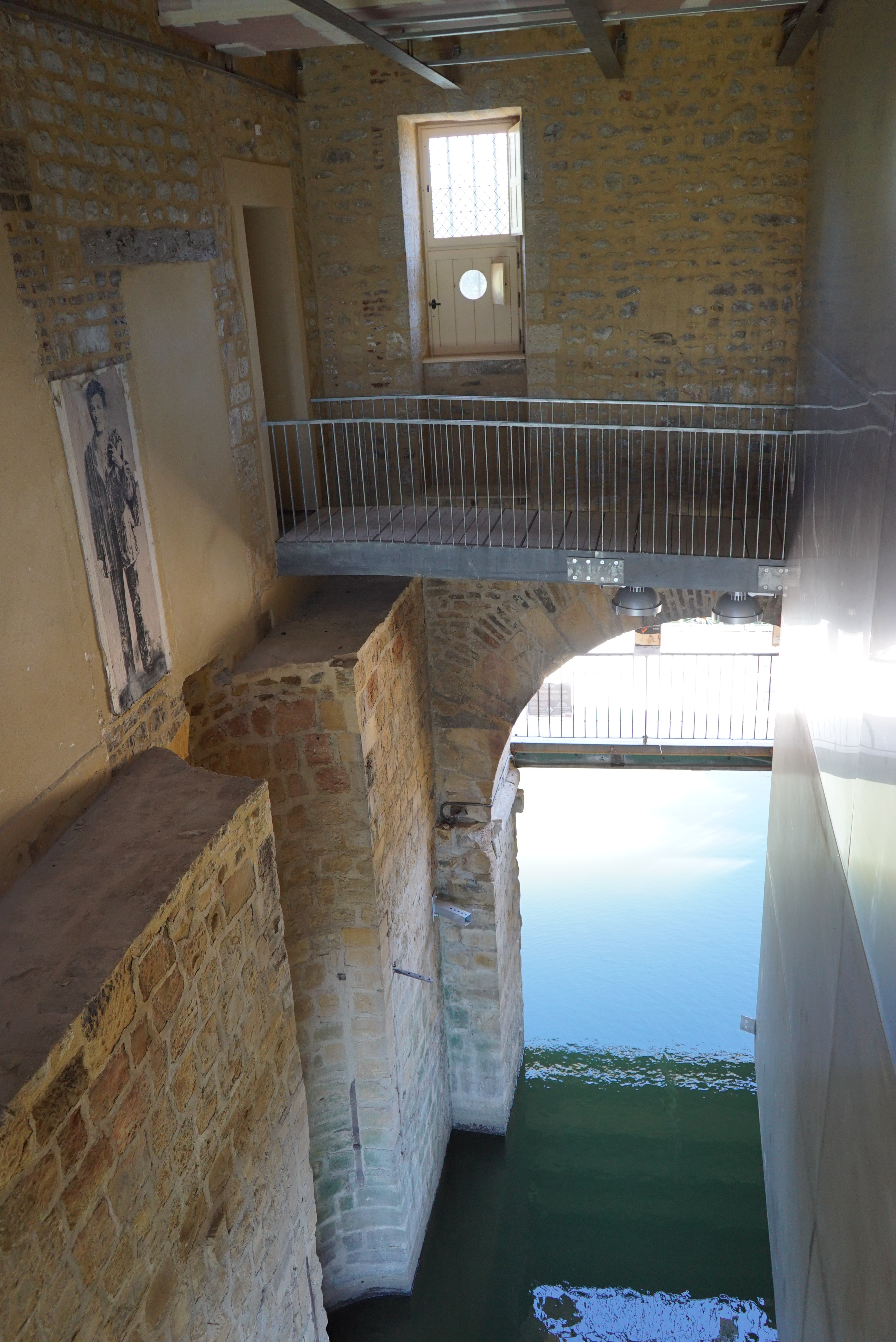
passage sur la Meuse.

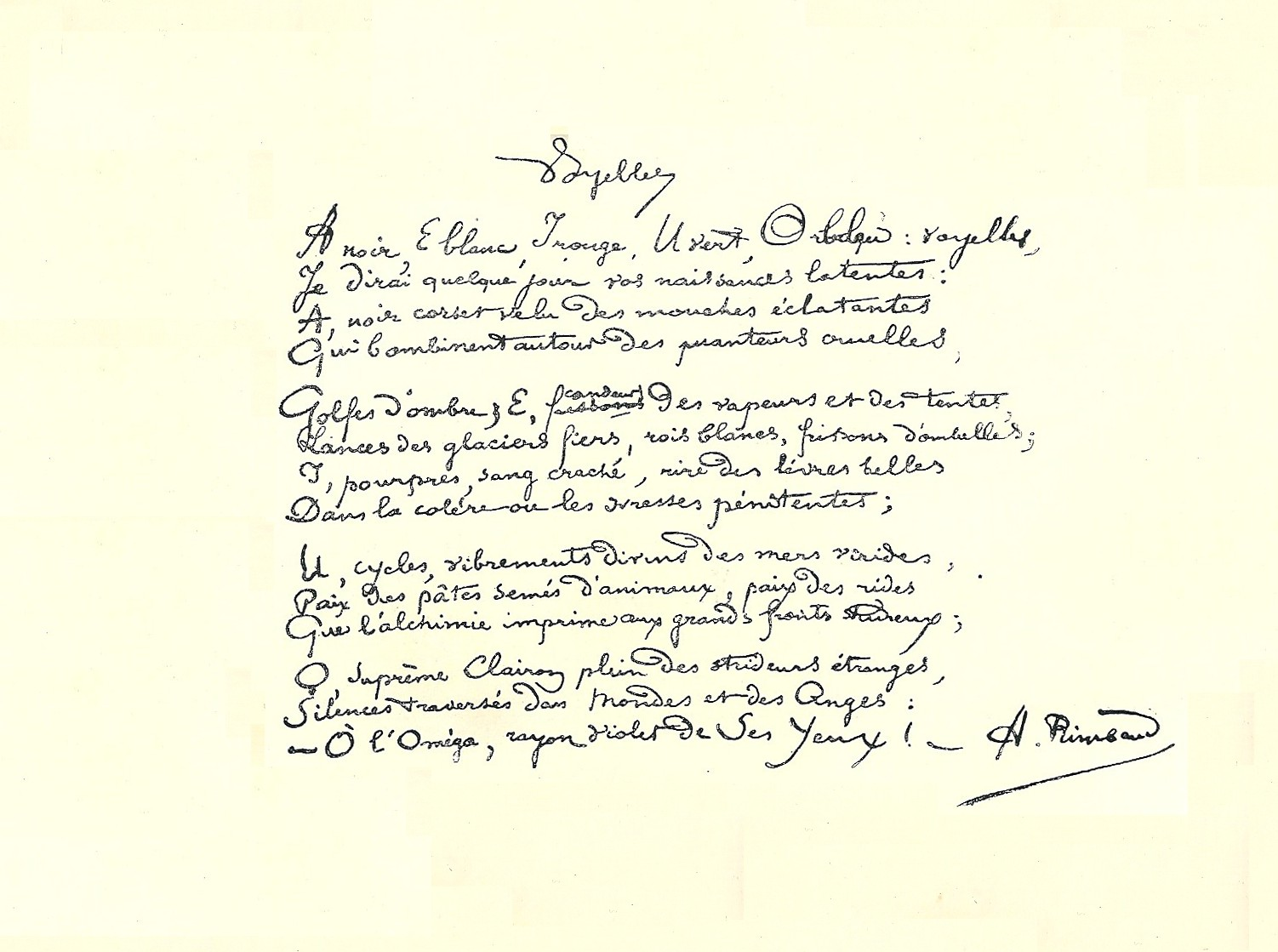
Manuscrit du poème Voyelles